# Cymothoa paradoxa
Cymothoa paradoxa är en kräftdjursart som beskrevs av Haller 1880. Cymothoa paradoxa ingår i släktet Cymothoa och familjen Cymothoidae.
Artens utbredningsområde är Indiska oceanen. Inga underarter finns listade i Catalogue of Life.